# Benjamin Outram
Benjamin Outram, né le 1er avril 1764 et mort en 1805, est un ingénieur civil et industriel anglais connu pour être un pionnier de la construction de canaux et voies ferrées. On lui doit l’aqueduc du Ashton canal et son pont en voûte biaise sur la rue Sore à Manchester. 
Son nom est considéré comme l'une des origines possibles du terme tramway.

## Biographie
Benjamin Outram est né le 1er avril 1764 à Derbyshire en Angleterre.
Benjamin Outram meurt le 22 mai 1805 à Londres en Angleterre.

## Origine du terme tramway
Benjamin Outram est considéré comme l'inventeur du système de rail sur route qu'il utilise en 1730 pour faire circuler des wagons tirés par des chevaux dans les mines à charbon du Northumberland. Selon J.G. de Groot-Jamine Jr, ces voies furent dénommées en référence à son patronyme, « des Outram-roads, et plus tard, par abréviation, des Tram-roads ».